# Port lotniczy Bajhang
Port lotniczy Bajhang – port lotniczy położony w Bajhangu, w Nepalu.